# Domenico Bartolini
Domenico Bartolini, italijanski rimskokatoliški duhovnik in kardinal, * 16. maj 1813, Rim, † 2. oktober 1887.

## Življenjepis
15. marca 1875 je bil povzdignjen v kardinala in imenovan za kardinal-diakona S. Nicola in Carcere. 3. aprila 1876 je bil imenovan za kardinal-duhovnika S. Marco. 
15. julija 1878 je postal prefekt Kongregacije za zakramente.